# Vidje
En vidje er en lang, tynd og bøjelig gren, almindeligvis af pil eller poppel, der bruges til fletning af hegn, kurve, ruser m.m., men også med funktion som tov til at fastgøre ting.
Vidjer af tynde birkestammer blev brugt til fastgørelse af roret på vikingeskibe. Disse vidjer er ikke grene, men er spaltet ud af flere centimeter tykke stammer.
Flækkede vidjer har været anvendt som tøndebånd, og først senere er der anvendt metalbånd som tøndebånd.
Vidjer som flettemateriale finder anvendelse inden for husflid og i håndværk og design i skolerne. Tidligere var peddigrør meget anvendt.